# 山本政儀
山本 政儀（やまもと まさよし、1949年（昭和24年）10月- ）は、日本の化学者。金沢大学名誉教授。理学博士（筑波大学）。専門は放射線学。放射線解析、特にα核種測定の第一人者。

## 略歴
- 1973年　金沢大学理学部化学科卒業。
- 福井県衛生研究所で原子力発電所周辺の環境放射能の調査・研究に5年間従事。その後、北陸大学薬学部の放射薬品学教室で放射性医薬品と環境放射能の研究を行う。
- 1986年　金沢大学理学部付属低レベル放射能実験施設に奉職。
- 1988年　金沢大学理学部助手。
- 1995年　金沢大学理学部助教授。
- 2002年　金沢大学自然計測応用センター助教授。
- 2003年　金沢大学自然計測応用センター教授。
- 2010年　金沢大学環日本海域環境研究センター教授。
- 2015年　金沢大学名誉教授。

## 業績
- プルトニウムなどのα線を放出する放射性核種の分析・測定法の開発、環境中での挙動などの研究を行った。更に天然の放射性核種にも着目し、これらの放射性核種をトレーサーとする環境・地球化学的研究を行った。
- 1992年から中央アジアのカザフスタンにあるセミパラチンスク核実験場及びその周辺に毎年調査研究に赴き、放射能汚染や住民の低線量率-長期被曝のリスク評価の放射線影響調査を行った。

## 受賞歴
- 2003年　カザフスタンからの特別賞（Special award from Kazakhstan）
- 2016年　日本放射化学会学会賞（極微量α放射性核種の測定法開発および地球化学研究への応用）

## 門下生
- 坂口綾 - 筑波大学教授